# Hope (Dakota del Nord)
Hope és una població dels Estats Units a l'estat de Dakota del Nord. Segons el cens del 2000 tenia 303 habitants.

## Demografia
Segons el cens del 2000, Hope tenia 303 habitants, 131 habitatges, i 75 famílies. La densitat de població era de 188,7 hab./km².
Dels 131 habitatges en un 26,7% hi vivien nens de menys de 18 anys, en un 49,6% hi vivien parelles casades, en un 6,9% dones solteres, i en un 42% no eren unitats familiars. En el 37,4% dels habitatges hi vivien persones soles el 18,3% de les quals corresponia a persones de 65 anys o més que vivien soles. El nombre mitjà de persones vivint en cada habitatge era de 2,31 i el nombre mitjà de persones que vivien en cada família era de 3,14.
Per edats la població es repartia de la següent manera: un 29,7% tenia menys de 18 anys, un 4,3% entre 18 i 24, un 26,1% entre 25 i 44, un 16,2% de 45 a 60 i un 23,8% 65 anys o més.
L'edat mediana era de 41 anys. Per cada 100 dones de 18 o més anys hi havia 97,2 homes.
La renda mediana per habitatge era de 31.042 $ i la renda mediana per família de 44.167 $. Els homes tenien una renda mediana de 29.625 $ mentre que les dones 21.875 $. La renda per capita de la població era de 16.724 $. Cap de les famílies i el 2% de la població estaven per davall del llindar de pobresa.

## Poblacions més properes
El següent diagrama mostra les poblacions més properes.